# Aspergillus leporis
Aspergillus leporis är en svampart som beskrevs av States & M. Chr. 1966. Aspergillus leporis ingår i släktet Aspergillus och familjen Trichocomaceae.   Inga underarter finns listade i Catalogue of Life.